# Torbellino (meteorología)
Un torbellino es un fenómeno meteorológico que consiste en un vórtice o remolino de viento (una columna de aire que rota en posición vertical) que presenta un rápido movimiento giratorio en torno a un eje que permanece relativamente estable. Los torbellinos se forman cuando en una masa de aire en movimiento surge una diferencia de velocidad entre dos regiones generando turbulencias. Este fenómeno ocurre en todas partes del planeta y en cualquier estación del año. Incluso, se sabe de torbellinos en otros planetas.
El frotamiento del aire con el suelo o la perturbación de este por pequeños obstáculos engendra numerosos remolinos cuyo diámetro puede ser de unos decímetros solamente. Esos torbellinos se hacen visibles sobre un suelo terroso, pues levantan polvo que revela el movimiento giratorio del aire y la existencia de una zona axial en la cual este no tiene fuerza suficiente para arrastrar las partículas sólidas. En las trombas y tornados, el remolino mide unas decenas de metros de diámetro y la violenta ascendencia que los provoca les permite elevar a mucha altura una columna líquida. Los ciclones tropicales tienen un diámetro del orden de 100 km; en torno de un ojo (parte central relativamente calma) el viento gira con velocidades de 100 a 200 km/h. De este modo, las grandes perturbaciones ciclónicas son gigantescos torbellinos que llegan a medir millares de km de diámetro.

## Formación

### Gran torbellino
Un gran torbellino (como un tornado) se forma a partir de tormentas supercelulares (el tipo de tormenta más potente) u otras tormentas potentes. Cuando las tormentas comienzan a girar, reaccionan con otros vientos de gran altitud, lo que hace que gire un embudo. Se forma una nube sobre el embudo, lo que lo hace visible. 

### Pequeño torbellino
Un pequeño torbellino se crea cuando los vientos locales comienzan a girar sobre el suelo, lo que hace que se forme un embudo. El embudo se mueve sobre el suelo, empujado por los vientos que lo formaron inicialmente. El embudo recoge materiales como polvo o nieve a medida que se mueve sobre el suelo, por lo que se vuelve visible.

### Duración
Los grandes torbellinos duran más porque se forman a partir de vientos muy potentes y es difícil, aunque no imposible, interrumpirlos. Los pequeños remolinos no son tan duraderos; los vientos que los forman no duran mucho y cuando un pequeño remolino encuentra un obstáculo (un edificio, una casa, un árbol, etc), su rotación se interrumpe, al igual que el flujo de viento que lo atraviesa, lo que hace que se disipe.

## Clima asociado
Las tormentas supercelulares, otras tormentas potentes y vientos fuertes se observan con grandes torbellinos. Las tormentas de viento se observan comúnmente con pequeños torbellinos. También, se pueden ver pequeñas "ráfagas de viento" semipoderosas antes de algunos torbellinos menores, que pueden provenir de una tormenta de viento. Estas ráfagas de viento pueden comenzar a girar y formar pequeños torbellinos. Los vientos de otras tormentas pequeñas (como tormentas de lluvia y tormentas eléctricas locales) pueden causar la formación de pequeños torbellinos. Al igual que los grandes torbellinos, estos pequeños torbellinos también pueden ser peligrosos a veces.

## Fenómenos similares
Los remolinos y vórtices pueden formarse en cualquier fluido. En el agua, un remolino es un fenómeno similar.